# Europacup II hockey vrouwen 1996
De 6de editie van de Europacup II voor vrouwen werd van 5 tot en met 8 april 1996 gehouden in Rotterdam. Er deden acht teams mee, verdeeld over twee poules. Hightown HC won deze editie van de Europacup II. Voor Nederland behaalde Rotterdam de derde plaats.

## Uitslag poules

### Eindstand Poule A
| Team              | Pnt | GS | W | G | V | DV | DT | DS |
| ----------------- | --- | -- | - | - | - | -- | -- | -- |
| 1. Berliner HC    | 4   | 3  | 2 | 0 | 1 | 3  | 2  | +1 |
| 2. Stade Français | 3   | 3  | 1 | 1 | 1 | 2  | 1  | +1 |
| 3. Pegasus LHC    | 3   | 3  | 1 | 1 | 1 | 2  | 3  | -1 |
| 4. Sardinero HC   | 3   | 3  | 1 | 1 | 1 | 2  | 3  | -1 |

### Eindstand Poule B
| Team                 | Pnt | GS | W | G | V | DV | DT | DS  |
| -------------------- | --- | -- | - | - | - | -- | -- | --- |
| 1. Hightown HC       | 5   | 3  | 2 | 1 | 0 | 17 | 2  | +15 |
| 2. HC Rotterdam      | 4   | 3  | 1 | 2 | 0 | 7  | 2  | +5  |
| 3. Dinamo Sumchanka  | 3   | 3  | 1 | 1 | 1 | 7  | 6  | +1  |
| 4. Libertas San Saba | 0   | 3  | 0 | 0 | 3 | 1  | 22 | -21 |

## Poulewedstrijden

### Vrijdag 5 april 1996
- A Pegasus - Stade Français 0-0
- A Berliner HC - Sardinero 1-0 (1-0)
- B Hightown HC - Dinamo Sumchanka 4-1 (0-1)
- B Rotterdam - Libertas San Saba 5-0 (1-0)

### Zaterdag 6 april 1996
- A Pagasus - Sardinero 0-2 (0-1)
- A Berliner HC - Stade Français 1-0 (0-0)
- B Rotterdam - Dinamo Sumchanka 1-1 (0-1)
- B Hightown HC - Libertas San Saba 12-0 (7-0)

### Zondag 7 april 1996
- A Stade Français - Sardinero 2-0 (1-0)
- A Berliner HC - Pegasus 1-2 (1-1)
- B Hightown HC - Rotterdam 1-1 (1-0)
- B Libertas San Saba - Dinamo Sumchanka 1-5 (0-2)

### Maandag 8 april 1996
- 1B-1A Hightown HC - Berliner HC 2-1 (0-0)
- 2B-2A Rotterdam - Stade Français 5-1 (4-1)
- 3A-4B Pegasus - Libertas San Saba 8-0 (4-0)
- 4A-3B Sardinero - Dinamo Sumchanka 1-1 (0-0) (Sardinero wns 3-1)

## Einduitslag
1.  Hightown HC 

2.  Berliner HC 

3.  HC Rotterdam 

4.  Stade Français 

5.  Sardinero HC 

5.  Pegasus LHC 

7.  Dinamo Sumchanka 

7.  Libertas San Saba 

Mannen:
1990 ·
Terrassa 1991 ·
Vught 1992 ·
Birmingham 1993 ·
Terrassa 1994 ·
Cagliari 1995 ·
Den Haag 1996 ·
Reading 1997 ·
's-Hertogenbosch 1998 ·
Amsterdam 1999 ·
Terrassa 2000 ·
's-Hertogenbosch 2001 ·
Eindhoven 2002 ·
Terrassa 2003 ·
Eindhoven 2004 ·
Lille 2005 ·
Reading 2006 ·
Madrid 2007 

Opgegaan in de Euro Hockey League
Vrouwen:
1991 ·
Vught 1992 ·
Birmingham 1993 ·
Cardiff 1994 ·
Groningen 1995 ·
Rotterdam 1996 ·
Utrecht 1997 ·
Leuven 1998 ·
Terrassa 1999 ·
Keulen 2000 ·
Rome 2001 ·
Ourense 2002 ·
Rotterdam 2003 ·
Laren 2004 ·
Keulen 2005 ·
Edinburgh 2006 ·
Madrid 2007 ·
Parijs 2008 ·
Manchester 2009

Opgegaan in de Europcacup I